# Козарски поток
Козарски поток је водени ток на Фрушкој гори, на десној долинској страни Дунава, дужине 8,8km, површине слива 11,9km².
Извире на северним падинама Фрушке горе испод Исиног чота (523 м.н.в.). Текући у правцу севера у доњем делу долине протиче кроз насеља Беочин село и Беочин. Улива се у бару која је повезана са рукавцем који од Дунава дели ада Мачков пруд. Кроз Беочин и низводно је каналисан, а узводно прати пут до манастира Беочин, који се налази у горњем делу слива. Амплитуде протицаја крећу се од 7 л/с до 18,3 m³/с. 
У доњем делу слива, на десној долинској страни, на развођу ка Часору између Беочина и Беочин села, налази се површински коп лапорца Бело брдо.